# NGC 272
NGC 272 est un groupe d'étoiles dans le Petit Nuage de Magellan (PNM) situé dans la constellation d'Andromède. NGC 272 a été découvert par l'astronome prussien Heinrich d'Arrest en 1864. 
Il est à peu près à la même distance de nous que le PNM, soit 199 000 années-lumière.